# You'll Never Walk Alone

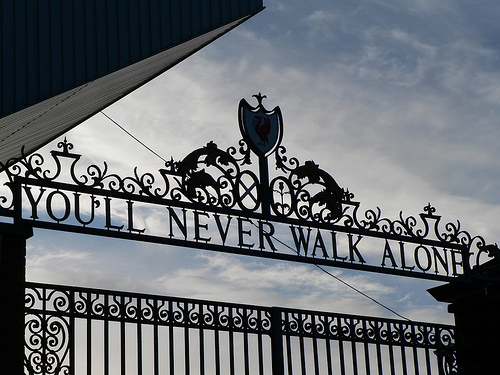
Las Puertas de Shankly, un tributo a Bill Shankly por parte del Liverpool FC, con el lema del club.

"You'll Never Walk Alone" (traducido al español como Nunca caminarás solo) es una canción compuesta por Richard Rodgers (música) y Oscar Hammerstein (letra) para el musical Carousel, estrenado en Broadway en el año 1945.

## Historia

### Carrousel
La canción You'll Never Walk Alone fue compuesta por Richard Rodgers y Oscar Hammerstein para el musical Carousel, estrenado en el Majestic Theatre el 19 de abril de 1945 . En la obra original de Broadway, el personaje de Billy Bigelow se suicida al verse acorralado por la policía tras un atraco fallido y Julie (interpretada por Jan Clayton) llega a tiempo para oír sus últimas palabras. Para consolarla por esa pérdida, Nettie (interpretada por Christine Johnson) le canta la canción. La pieza vuelve a sonar en la obra al final de la misma, cantada por Julie y un coro durante una fiesta de graduación. El musical fue un éxito, llegando a realizarse una adaptación al cine, y la canción logró repercusión por la temática de la letra.

## Versión de Gerry and the Pacemakers
En el Reino Unido, la versión más exitosa de la canción fue lanzada en octubre de 1963 por el grupo de Merseybeat, Gerry and the Pacemakers. Fue el tercer sencillo de la banda de Liverpool, apadrinada por Brian Epstein, que alcanzó el número uno en la listas de éxitos británicas. Fue grabada en los Abbey Road Studios de Londres el 2 de julio de 1963 bajo la dirección del productor discográfico George Martin. El sencillo alcanzó el número uno de las lista de éxitos UK Singles Chart del Reino Unido el 16 de octubre de 1963, permaneciendo en dicha posición durante cuatro semanas.
Cantada por los hinchas de Liverpool F.C. en 1963, la canción se convirtió rápidamente en el himno del club, que adoptó además el título como lema oficial en su escudo. La canción es cantada por sus seguidores momentos antes del comienzo de cada partido en Anfield con la versión de Gerry and the Pacemakers en el sistema de megafonía. Según el exjugador Tommy Smith, el vocalista principal de la banda, Gerry Marsden le enseñó al entrenador del Liverpool, Bill Shankly, una grabación del que sería su próximo sencillo durante una gira de pretemporada, en el verano de 1963. "Shanks estaba asombrado de lo que escuchó ... los reporteros de fútbol de los periódicos locales que viajaban con nuestro grupo, sedientos de contar una historia de cualquier tipo entre partidos, enviaron una nota a sus editores contando que habíamos adoptado el próximo sencillo de Gerry Marsden como canción del club".
El 20 de marzo de 2020, a iniciativa de la emisora de radio holandesa 3FM, la versión de Gerry and the Pacemaker, fue emitida simultáneamente por 162 emisoras de radio de toda Europa en señal de solidaridad y resistencia frente a la pandemia de Coronavirus.

### Otras versiones
A lo largo de su historia, esta canción ha sido interpretada por cantantes como Frank Sinatra, que la situó en puestos altos de las listas estadounidenses, Elvis Presley, Johnny Cash, Barbra Streisand, Doris Day, Nina Simone, Los Tres Tenores, Louis Armstrong, Die Toten Hosen, The Adicts, Lana Del Rey, Los Fastidios, y el cuarteto musical Il Divo, entre muchos otros.

## En la cultura popular
- En el fútbol es especialmente conocida por ser el himno del equipo inglés Liverpool FC desde la década de 1960, siendo interpretada por sus aficionados minutos antes del pitido inicial del partido. La popularidad de la canción es tal que el equipo inglés tiene la frase "You'll never walk alone" en su escudo.[1] Otros clubes cuyos aficionados han adoptado esta canción como himno, son el Celtic Glasgow,[8] el Borussia Dortmund, el Feyenoord, el FC Twente, el 1. FC Kaiserslautern, el Mainz 05, el FC St. Pauli y el FC Tokyo.[9]

- Esta canción fue seleccionada por el actor y humorista estadounidense Jerry Lewis, para cantarla anualmente al final de cada edición de la Teletón en beneficio de la Asociación Norteamericana de Distrofia Muscular, que condujo desde el año 1966 hasta el año 2011.

- En Estados Unidos, dado que en Carousel la canción se interpreta también en una fiesta de graduación, es tradicional que en algunas universidades se cante durante estas celebraciones.

- En el ámbito literario, el libro Guía del autoestopista galáctico de Douglas Adams narra como el ordenador Eddie canta este mismo himno, cuando cree que unos cohetes van a impactar contra la nave en la que viaja.[10]

- Durante el principio y el final de la canción Fearless de la banda Pink Floyd, se superpone un fonograma de aficionados de la tribuna del Liverpool cantando "You'll Never Walk Alone".

- La banda de rock Dropkick Murphys la versiona en su álbum "11 Short Stories of Pain and Glory".
- La canción suena de fondo en el episodio 2 de la tercera temporada de la serie La Casa de Papel.
- Al final del episodio 15 de la primera temporada de Cheers, Diane (Shelley Long) entona la canción, a la que se unen el resto de parroquianos del bar, para darle ánimos a Carla (Rhea Perlman).

## Canción
| Letra original en inglés When you walk through a storm, Hold your head up high, And don't be afraid of the dark. At the end of a storm there's a golden sky, And the sweet silver song of a lark. Walk on through the wind, Walk on through the rain, Though your dreams be tossed and blown.. Walk on, walk on, with hope in your heart, And you'll never walk alone... You'll never walk alone. |